# Marianne von der Leyen
Marianne von der Leyen und zu Hohengeroldseck (1746-1804) est une comtesse allemande de la maison de Leyen, qui fut régente du comté de Hohengeroldseck.

## Biographie
Maria Anna Helene Josepha dite Marianne est le deuxième enfant et la fille unique du baron Franz Heinrich Kämmerer von Worms genannt von Dalberg (1716-1776) et de la comtesse Maria Sophia Anna von und zu Eltz-Kempenich (1722-1763). Son frère aîné est Charles-Théodore de Dalberg, et son frère cadet Wolfgang Heribert von Dalberg.
Marianne épouse le comte Franz Georg Karl Anton von der Leyen et zu Hohengeroldseck (1736-1775). Après la mort de son époux, elle est régente du comté de Hohengeroldseck pendant la minorité de son fils François-Philippe, prince de Leyen de 1775 à 1793,. L'âge de la majorité légale étant de vingt-cinq ans, elle gouverne légalement jusqu'en 1791, mais comme son fils ne montre aucun intérêt pour les affaires de l'État, elle peut poursuivre sa régence jusqu'à l'invasion et l'occupation de la France révolutionnaire en 1793.
Après l'invasion française, elle réussit à s'échapper du comté habillée en servante. Le château et la bibliothèque, considérée comme l'une des plus belles d'Europe, sont pillés par les troupes révolutionnaires françaises. Beaucoup d'ouvrages de cette bibliothèque se trouvent dans des fonds publics de l'Est de la France et sur le marché de la bibliophilie avec l'ex-libris des époux. Elle a laissé une description en langue française de son évasion, qui est ainsi devenue célèbre, Journal meiner Unglücksfälle während d. Rev. im J. 17,. Elle meurt en 1804.